# Cladonia stellaris
Cladonia stellaris ((Opiz) Pouzar & Vězda (1971)) è una specie di lichene appartenente al genere Cladonia,  dell'ordine Lecanorales.
Il nome deriva dal latino stellaris, stellare, simile ad una stella, per la forma della parte terminale del podezio.

## Caratteristiche fisiche
Il tallo primario di questa specie si presenta crostoso all'aspetto, e spesso non è proprio presente. I podezi sono abbondantemente ramificati in tutte la direzioni, non hanno cortex e la loro parte terminale ha forma emisferica.

## Habitat
Presente in alta montagna, può formare estesi tappeti su roccia.

## Località di ritrovamento
Pressoché cosmopolita, è stata rinvenuta in particolare nelle seguenti località:
- Germania (Baden-Württemberg, Hessen, Meclemburgo, Sassonia, Turingia, Baviera, Renania-Palatinato);
- Canada (Alberta, Manitoba, Nunavut, New Brunswick, Terranova e Labrador, Ontario, Isola del Principe Edoardo, Québec, Saskatchewan, Yukon);
- USA (Alaska, Connecticut, Distretto di Columbia, Maryland, Massachusetts, Michigan, Vermont, Minnesota, New Hampshire, New York, Oregon, Rhode Island, Wisconsin);
- Austria, Bhutan, Corea del Sud, Danimarca, Groenlandia, Isole Azzorre, Isole Canarie, Isole Svalbard, Lituania, Norvegia, Repubblica Ceca, Spagna, Svezia,

In Italia è estremamente rara: nel Veneto settentrionale, in varie valli del Trentino-Alto Adige, nelle valli lombarde al confine col Trentino, in Valle d'Aosta, nelle zone alpine del Piemonte al confine francese.

## Tassonomia

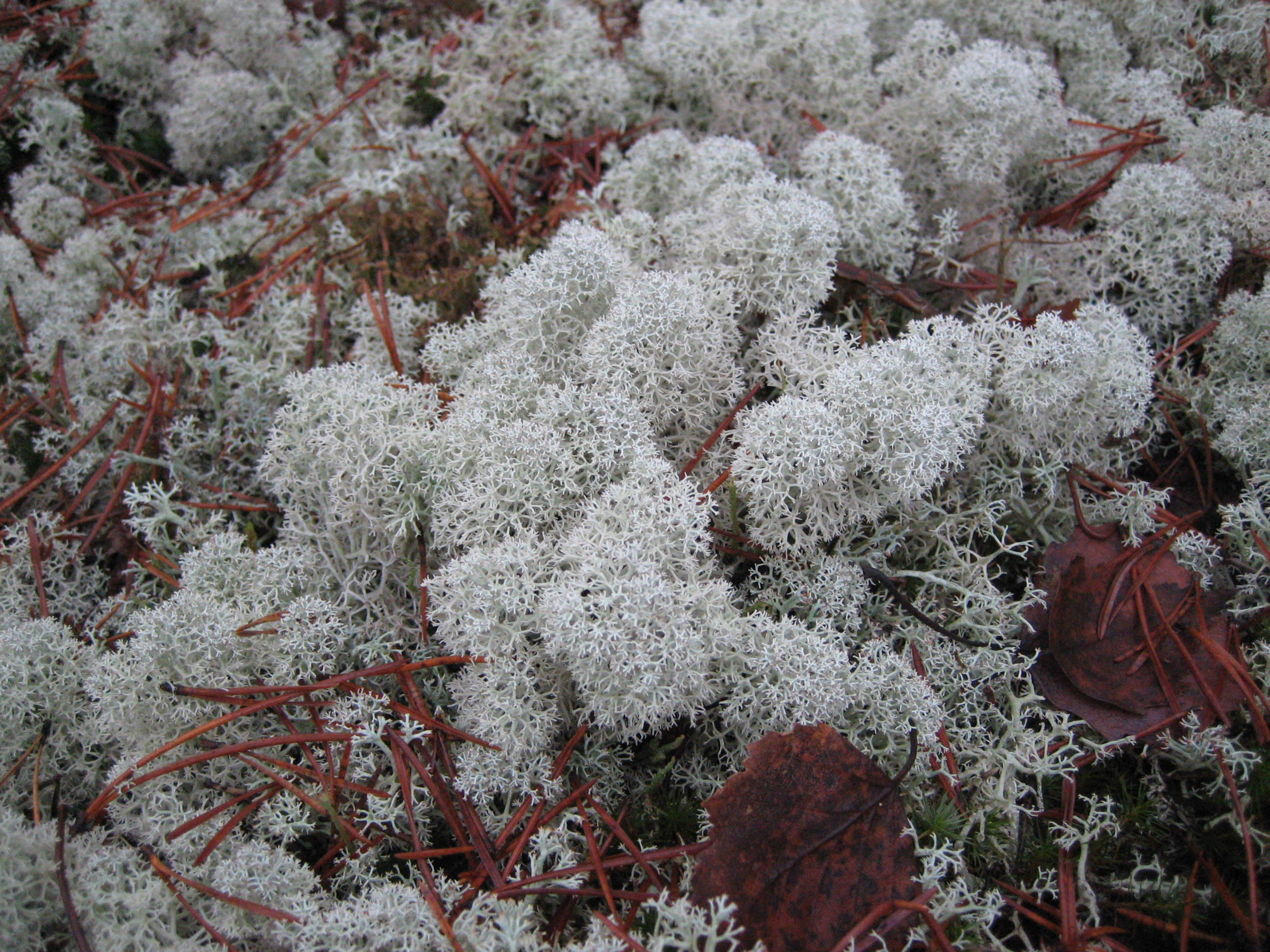
Cladonia stellaris

Questa specie attualmente appartiene alla sezione Cladina, più comunemente conosciuti come licheni delle renne e al 2008 non presenta forme, sottospecie e varietà.